# Peder Koefoed
 Der er flere personer med dette navn, se Peter Kofod.
Peder Koefoed (8. februar 1728 i Langesund i Norge- august 1760) var en dansk-norsk kartograf.
Faderen, Hans Pedersen Koefoed, var tolder i Langesund. Efter faderens død i 1731 rejste moderen, Cathrine Susanne (født Brandenborg), til København. Peder blev senere sat i Odense Skole, hvorfra han dimitteredes 1749. Efter at have taget teologisk embedseksamen blev han alumne på Borchs Kollegium, hvor han lagde sig efter matematik og kartografi. Han kom i forbindelse med generalbygmesteren Laurids de Thurah og udarbejdede et smukt kort til dennes "Beskrivelse over Bornholm".
I 1757 sendte han Videnskabernes Selskab en memorial, hvori han tilbød at udarbejde specialkort over alle danske provinser imod at blive professor designatus matheseos ved Odense Skole, og dette skridt gav anledning til selskabets senere højst betydningsfulde kartografiske virksomhed. Samme år erholdte Koefoed bestalling som designeret professor i Odense imod at forpligte sig til årligt, efter den ham af selskabet opgivne plan, at indlevere 1 eller 2 specialkort over Danmark. I 1758 fuldendte han sit prøveblad over Københavns Amt, men under fortsatte opmålingsarbejder i Nordsjælland døde han allerede i august 1760. Ingen af hans senere kort er trykte, og det blev andre mænd, der kom til at føre hans frugtbare tanke ud i livet.